# Neritos apiciplaga
Neritos apiciplaga är en fjärilsart som beskrevs av Rothschild 1909. Neritos apiciplaga ingår i släktet Neritos och familjen björnspinnare. Inga underarter finns listade i Catalogue of Life.